# سمير إل موسوي
سمير الموساوي (بالهولندية: Samir El Moussaoui)‏ هو لاعب كرة قدم هولندي، ولد في 17 سبتمبر 1986 في لاهاي في هولندا. لعب مع أدو دين هاغ ودين بوستش ونادي إكسلسيور.

## وصلات خارجية
- سمير إل موسوي على موقع قاعدة بيانات كرة القدم.إي يو (الإنجليزية)
- سمير إل موسوي على موقع عالم كرة القدم.نت (الإنجليزية)